# Стојан Делимирковић
Стојан Делимирковић је био председник београдске општине (градоначелник Београда) 1855. године. Четврти је по реду човек који је обављао ту функцију (после Илије Чарапића, Милоша Богићевића и Младена Жујовића).